# Tim Blake Nelson
Timothy Blake Nelson (* 11. květen 1964, Tulsa, USA) je americký herec, scenárista a režisér.

## Počátky
Narodil se v Tulse v USA do rodiny filantropky Ruth Kaiser a otce geologa. Je židovského původu, jeho předci před 2. světovou válkou prchli do Velké Británie a pak do USA. Navštěvoval Holland Hall School, Juilliard a Brown University.

## Kariéra
Před kamerou se poprvé objevil v roce 1992 ve filmu To je můj život. Českým divákům pak může být znám z velké spousty úspěšných celovečerních filmů. K těm nejznámějším patří snímky jako Amateur, Krycí jméno Donnie Brasco, Tenká červená linie, Bratříčku, kde jsi?, Past na rosomáka, Minority Report, Astronaut nebo Oddělen.
Objevil se také v hlavních rolích seriálů jako Chaos nebo Klondike.
Kromě hraní se věnuje i režii. Pod jeho taktovkou vznikly filmy jako Šedá zóna nebo "O".

## Ocenění
Za podílení se na soundtracku k filmu Bratříčku, kde jsi? obdržel cenu Grammy. Celkem byl za kariéru nominován na 15 ocenění, 7 jich získal.

## Osobní život
Od roku 1994 je ženatý s Lisou Benavides, se kterou má tři syny.

## Vybraná filmografie

### Filmy
- 1992 - To je můj život
- 1994 - Amateur
- 1995 - Těžké váhy
- 1996 - Švábi
- 1997 - Krycí jméno Donnie Brasco
- 1998 - Tenká červená linie
- 2000 - Hamlet, Bratříčku, kde jsi?
- 2002 - Past na rosomáka, Minority Report, Hodná holka
- 2003 - Wonderland Masakr, Vidláci v Rusku, Díry
- 2004 - Scooby-Doo 2:Nespoutané příšery, Poslední výstřel, Jeho fotr, to je lotr!
- 2005 - Zmražená pojistka, Syriana, Praštění láskou
- 2006 - Soví houkání, Fido, Darwinovy ceny, Astronaut
- 2008 - Neuvěřitelný Hulk
- 2011 - Oddělen, Nadějný rok
- 2012 - Máme rádi velryby, Lincoln

### Televizní filmy
- 2004 - Ošizeni

### Televizní seriály
- 1996 - Cesta mrtvého muže
- 2009 - Taková moderní rodinka
- 2010 - Chaos
- 2014 - Klondike